# Liste der Bodendenkmäler in Steinkirchen (Oberbayern)
Auf dieser Seite sind die Bodendenkmäler in der oberbayerischen Gemeinde Steinkirchen zusammengestellt. Diese Tabelle ist eine Teilliste der Liste der Bodendenkmäler in Bayern. Grundlage ist die Bayerische Denkmalliste, die auf Basis des Bayerischen Denkmalschutzgesetzes vom 1. Oktober 1973 erstmals erstellt wurde und seither durch das Bayerische Landesamt für Denkmalpflege geführt wird. Die folgenden Angaben ersetzen nicht die rechtsverbindliche Auskunft der Denkmalschutzbehörde.

## Bodendenkmäler der Gemeinde Steinkirchen

### Bodendenkmäler in der Gemarkung Hofstarring
| Lage                   | Objekt | Akten-Nr.     | Bild |
| ---------------------- | --- | ------------- | ---- |
| Hofstarring (Standort) | Untertägige mittelalterliche und frühneuzeitliche Befunde und Funde im Bereich der Katholischen Filialkirche St. Laurentius von Hofstarring und ihrer Vorgängerbauten. | D-1-7638-0123 |      |

### Bodendenkmäler in der Gemarkung Steinkirchen
| Lage                    | Objekt | Akten-Nr.     | Bild |
| ----------------------- | --- | ------------- | ---- |
| Steinkirchen (Standort) | Untertägige mittelalterliche und frühneuzeitliche Befunde und Funde im Bereich der Katholischen Pfarrkirche St. Johannes d.T. und Evangelist in Steinkirchen und ihres Vorgängerbaus. | D-1-7638-0107 |      |
| Steinkirchen (Standort) | Untertägige mittelalterliche und frühneuzeitliche Befunde und Funde im Bereich der Katholischen Filialkirche St. Laurentius und Stephanus in Ebering.                                 | D-1-7638-0109 |      |
| Steinkirchen (Standort) | Untertägige frühneuzeitliche Befunde im Bereich von Schloss Pirka mit zugehörigem Wirtschaftshof.                                                                                     | D-1-7638-0110 |      |
| Steinkirchen (Standort) | Untertägige mittelalterliche und frühneuzeitliche Befunde und Funde im Bereich der Katholischen Filialkirche St. Martin von Niederstraubing und ihres Vorgängerbaus.                  | D-1-7638-0112 |      |
| Steinkirchen (Standort) | Untertägige mittelalterliche und frühneuzeitliche Befunde und Funde im Bereich der Katholischen Filialkirche St. Michael von Kögning und ihres Vorgängerbaus.                         | D-1-7638-0119 |      |
| Steinkirchen (Standort) | Burgstall des Mittelalters und der frühen Neuzeit (Schloss Niederstraubing). | D-1-7638-0204 |      |
| Steinkirchen (Standort) | Burgstall des hohen und späten Mittelalters (Edelsitz Pirka). | D-1-7638-0205 |      |